# 金龍洙
金龍洙（韓語：김용수、1960年5月2日—），為韓國的棒球選手，曾效力於韓國職棒MBC青龍隊及LG雙子隊，2000年宣布引退，引退後曾擔任LG雙子隊的投手教練及中央大學棒球隊的總教練，其背號「41」已經被LG雙子球團列為永久退休背號。
金龍洙是LG雙子第一位也是唯一一位韓國職棒總冠軍賽MVP,也是第一位韓國職棒投手達成100勝-200救援的里程碑。

## 學歷
- 首爾洪陵初等學校(1967-1973)
- 首爾東大門中學校(1973-1976)
- 東大門商業高等學校(1976-1979)
- 中央大學(1979-1983)

## 生平

### 選手時期
1982年選秀會上被MBC青龍以地域指名第1順位指名，不過金龍洙為了能入選當時只准許業餘及大學選手參加的1984年洛杉磯奧運會代表隊而婉拒了指名並加入業餘的韓一銀行棒球隊。
1984年選秀會上，MBC青龍再次以地域指名第9順位指名金龍洙。由於當時的職棒規則規定除非指名的球團放棄指名權，否則其交涉和指名權會一直保留。換言之，曾在1982年選秀會上指名過金龍洙的MBC青龍依然擁有交涉和指名權。這引起了韓一銀行棒球隊的不滿，並向法院提出訴訟。由於當時宣銅烈、閔文植等業餘棒球好手先後加入職棒，引起業餘棒球界不滿，對選手及職棒球團提出了一連串訴訟，最終達成了「業餘球員需在業餘聯盟打滿兩年才可加入職棒」的協議，並對上述幾位選手進行了禁賽處分。在禁賽期滿後，又因守備時遭強襲球擊中膝蓋導致受傷，新人年僅出賽了6場。
1986年開始，金龍洙逐漸蛻變成為MBC青龍的牛棚大將。1986、1987、1989年更成為聯盟救援王，防禦率也穩定的維持在3左右。1990年MBC青龍轉賣給LG之後便和鄭三欽調換位置，改為先發投手。1990年交出12勝並在韓國職棒總冠軍賽上收下2勝讓他榮獲當年的總冠軍賽MVP。1992年因為手臂神經痛楚而成績不振，但其他年份依然每年繳出10勝或10救援的成績單，並在1994年帶領LG雙子一路殺入總冠軍賽，自己斬獲1勝2救援，第二次獲得總冠軍賽MVP。1994年個人生涯150救援、1998年個人生涯百勝、1999年個人生涯兩百救援，這位老將一直在用自己的手臂寫下紀錄。2000年球季結束後，金龍洙宣布引退，而LG雙子為了紀念這位老將，宣布將他的41號球衣永久退役，也是KBO歷史上首個永久退役的背號。

## 外部連結
- 金龍洙在韓國職棒（打者）（英语）
- 金龍洙在韓國職棒（投手）（英语）
- 金龍洙在Baseball-Reference.com（小聯盟以及海外聯盟）（英语）
- 金龍洙在Olympedia（英语）

| 前任： 權斗祚 | LG雙子2軍總教練 2003年 | 繼任： 李廣煥 |